# الحزب الاشتراكي الشعبي
الحزب الاشتراكي الشعبي (بالإسبانية: Partido Socialista Popular)‏ هو حزب سياسي كوبي، أسس في 1925، وحل في 1962، يقع مقره في هافانا.

## أعضاء بارزون
- كود سباركل
- تحديث القائمة

- أوزفالدو دورتيكوس تورادو
- Blas Roca Calderio
- Fabio Grobart
- Anibal Escalante
- Osmany Cienfuegos Gorriarán
- Alfonso Bernal del Riesgo
- Federico Álvarez Arregui
- Sergio Aguirre (1938 - )